# 베이징 수도 체육관
베이징 수도 체육관(영어: Capital Indoor Stadium, 중국어 간체자: 首都体育馆, 병음: Shǒudū Tǐyùguǎn), 다른 말로 베이징 캐피털 실내 경기장은 중화인민공화국 베이징시 하이뎬구 중관춘남가 56번지에 위치한 다목적 체육관이다. 1만 7,345명을 수용할 수 있으며, 건면적은 5만 4,707m²이다.

## 역사
1968년, 개장했다.
1971년, 핑퐁 외교의 일환인 탁구 경기가 치러졌다. 제31회 세계 탁구 선수권에 출전했던 미국 탁구 선수단이 중국에 방문하면서 이 곳, 수도 실내 체육관에서 중국과 미국이 서로 겨루었다.
2001년 경기장을 확장했다. 이후, 2001년 하계 유니버시아드 개최 지역이 되어 기계 체조, 리듬 체조 종목 경기를 진행했다.
2004년 10월 17일, 전미 농구 협회(NBA)의 2004-05시즌 시범 경기를 수도 실내 체육관에서 진행했다. 중국인 야오밍이 소속된 휴스턴 로키츠와 새크라멘토 킹스가 경기를 치렀다.
2016년, 새롭게 출범하는 차이나 아레나 풋볼 리그의 홍보를 위해 미국 아레나 풋볼 리그의 올스타들이 참가하는 프로 미식 축구 경기를 개최했다.
2007년 말, 하계 올림픽 개최를 위해 경기장을 확장했다. 2008년, 2008년 하계 올림픽 배구 종목 경기를 개최했다.
2021년, 동계 올림픽 개최를 위해 경기장을 확장했다. 2022년, 2022년 동계 올림픽 쇼트트랙, 피겨스케이팅 종목 경기를 개최하고 있다.

## 기록

### 쇼트트랙
아래는 베이징 수도 체육관에서 기록한 쇼트트랙 세부 종목별 최고 기록을 나열한 목록이다.
| 세부 종목       | 이름              | 국가     | 시간     | 대회               | 날짜           | 비고 |
| --------------- | ----------------- | -------- | -------- | ------------------ | -------------- | ---- |
| 여자 500m       | 쉬자너 스휠팅     | 네덜란드 | 42.379   | 2022년 동계 올림픽 | 2022년 2월 5일 | OR   |
| 여자 1000m      |                   |          |          |                    |                |      |
| 여자 1500m      |                   |          |          |                    |                |      |
| 여자 3000m 계주 |                   |          |          |                    |                |      |
| 남자 500m       |                   |          |          |                    |                |      |
| 남자 1000m      | 황대헌            | 대한민국 | 1:23.042 | 2022년 동계 올림픽 | 2022년 2월 5일 | OR   |
| 남자 1500m      |                   |          |          |                    |                |      |
| 남자 5000m      |                   |          |          |                    |                |      |
| 혼성 2000m 계주 | 쉬자너 스휠팅     | 네덜란드 | 2:36.437 | 2022년 동계 올림픽 | 2022년 2월 5일 | OR   |
| 혼성 2000m 계주 | 잔드라 벨제부르   | 네덜란드 | 2:36.437 | 2022년 동계 올림픽 | 2022년 2월 5일 | OR   |
| 혼성 2000m 계주 | 이츠하크 데 라트  | 네덜란드 | 2:36.437 | 2022년 동계 올림픽 | 2022년 2월 5일 | OR   |
| 혼성 2000m 계주 | 젠스 반 틋 바우트 | 네덜란드 | 2:36.437 | 2022년 동계 올림픽 | 2022년 2월 5일 | OR   |

## NBA경기
| 날짜             | 팀1           | 스코어  | 팀2             |
| ---------------- | ------------- | ------- | --------------- |
| 2004년 10월 17일 | 휴스턴 로키츠 | 89 - 91 | 새크라멘토 킹스 |

## 교통
- 국가도서관역
  - ■ 베이징 지하철 4호선
  - ■ 베이징 지하철 9호선
  - ■ 베이징 지하철 16호선

## 같이 보기
- 2022년 동계 올림픽
- 2022년 동계 올림픽 경기장